# أثر جائحة فيروس كورونا على مرافق الرعاية طويلة الأجل

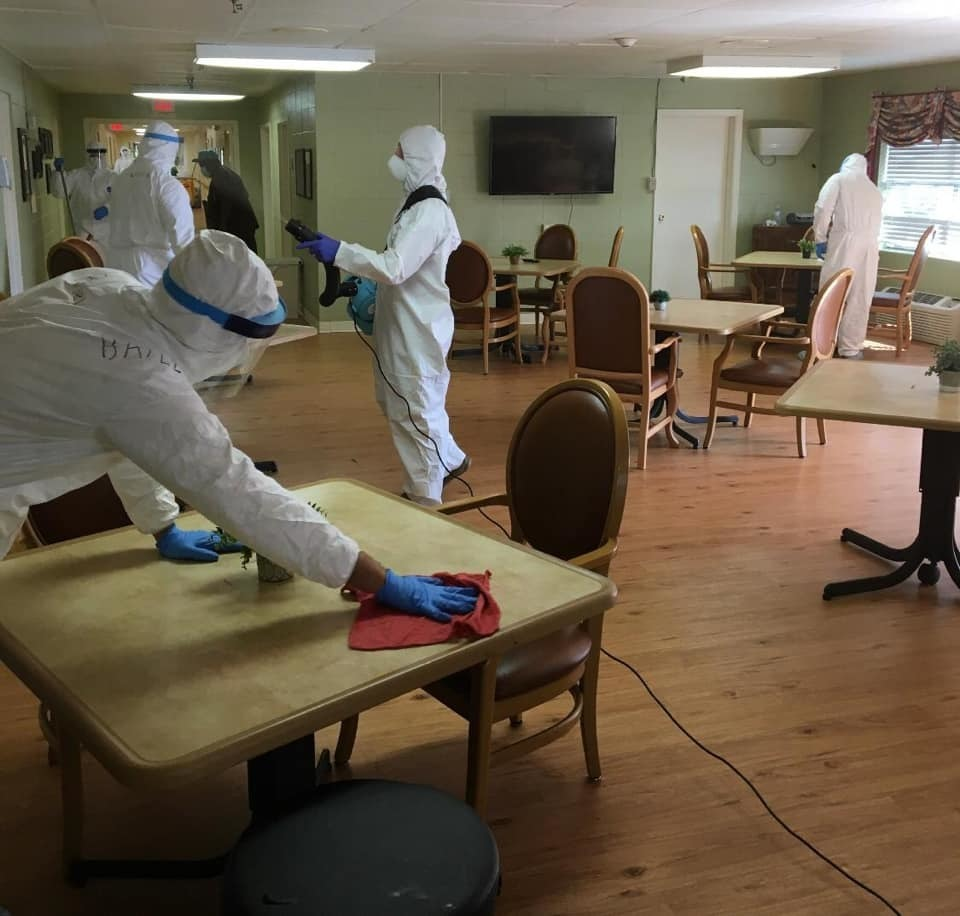
يقوم الحرس الوطني الجورجي بتطهير المناطق العامة من دار التمريض

أثّر وباء فيروس كورونا 2019-2020 على مرافق الرعاية طويلة الأجل ودور التمريض في جميع أنحاء العالم. مات الآلاف من نزلاء هذه المرافق، وهم ضمن المجموعات عالية المخاطر، قد ماتوا من المرض.

## كندا
حتى منتصف نيسان 2020، كان ما يقرب من نصف وفيات كوفيد-19 في كندا من نزلاء مرافق الرعاية طويلة الأجل. المرافق منظمة على مستوى المقاطعة، وهذا يعني أن المعايير غير متسقة فيما يتعلق بنسب العاملين إلى المقيمين، كما هو الحال مع الحد الأدنى من التدريب.
في كولومبيا البريطانية، قفز عدد الحالات في مرافق الرعاية طويلة الأجل من 9 إلى 235، بما في ذلك 143 من النزلاء و 92 من الموظفين.
في أونتاريو في 18 آذار، بدأ تفشي المرض في دار تمريض باينكريست في بوبكيجن، وحتى 6 نيسان، توفي 29 من نزلائها البالغ عددهم 65 بسبب كوفيد-19. في 6 نيسان، اكتشفت مدينة تورنتو أن شحنة كبيرة من الأقنعة الصينية الصنع التي تم تسليمها إلى مرافق الرعاية طويلة الأجل كانت معيبة.
في كيبيك، وجد فريق من أخصائيي الرعاية الصحية الذين يتفقدون دار ريزيدنس هيرون بعد وفاة مقيم بسبب كوفيد-19 أن المنشأة مهجورة بشكل كبير من قبل الموظفين. بحسب المسؤولين، كانت ظروف المعيشة في الداخل مماثلة ل ـ«معسكر اعتقال».

## فرنسا
حوالي ثلث حالات الوفاة الناجمة عن الإصابة بفيروس كورونا التي تم الإبلاغ عنها كانت بين النزلاء - أكثر من 3000  - مما تسبب في قصور في أكياس الجثث في هذه المرافق. أكثر من 2300 دار قد أبلغت عن حالة واحد على الأقل. يتم عزل نزلاء دار التمريض في غرفهم لإبطاء انتشار المرض، في حين تحجم المستشفيات عن قبول المرضى الذين لديهم فرصة ضئيلة للشفاء.

## ألمانيا
في 18 آذار، تم تحديد الحالة الأولى في دار هانز-ليجي للتقاعد في فولفسبورغ. حتى 31 آذار، مات 17 على الأقل من كوفيد-19 في هذه الدار.
في 2 نيسان، أكد روبرت كوخ من المعهد في ألمانيا أنه حتى 1000 متوفى من الألمان  ، كان 87٪ منهم أكبر من 70 عامًا. ومن بين هؤلاء، كان أكثر من 50 مقيمًا في دور رعاية المسنين في بافاريا وكولونيا وفولفسبورغ. بحلول 9 نيسان، 29 من نزلاء دار المسنين في مدينة فولفسبورغ.

## إيطاليا
حتى 9 نيسان، توفي 3859 شخصًا في دور رعاية تديرها RSA منذ 1 شباط، وكان 133 شخص منهم نتيجة فحوصهم إيجابية و 1310 لديهم أعراض تتفق مع أعراض فيروس كورونا. يحقق المدعون العامون في دار رعاية في ميلانو حيث توفي 27 شخصًا بسبب الاشتباه في إصابتهم بفيروس كورونا خلال الأسبوع الأول من نيسان.

## إسبانيا
تعاني العديد من دور رعاية المسنين في إسبانيا من نقص الموظفين لأنها شركات ربحية ولا يستطيع الإسبان المسنون بالضرورة تحمل تكاليف الرعاية الكافية. في بعض دور رعاية المسنين، تم العثور على الضحايا المسنين مهجورين في أسرتهم من قبل الجنود الإسبان مما أدى إلى تزايد الاستجابة الطارئة. قالت وزيرة الدفاع مارجريتا روبلز إن أي شخص مذنب بإهمالهم سيُحاكم. بحلول 23 آذار، أبلغت خمس من دور رعاية المسنين في منطقة مدريد عن حالات إصابة بالفيروس. حدثت أكثر من 65٪ من الوفيات في أولئك الذين يبلغون 80 عامًا أو أكثر، مقارنة بـ 50٪ في إيطاليا و 15٪ فقط في الصين. بحلول 3 نيسان، مات ما لا يقل عن 3500 إسباني في دور رعاية المسنين، و 6500 إصابة أخرى هناك. الآلاف من العاملين في رعاية المسنين مصابون أيضًا.

## المملكة المتحدة
كتبت مراسلة سكاي نيوز أليكس كروفورد افتتاحية عن دور الرعاية بشكل عام. وفيما يتعلق بـ كوفيد، تشير إلى أن الوضع كان «فضيحة» ستتساءل الأجيال القادمة عنها. كما أشارت إلى ظروف العمل لمساعدي الرعاية، بما في ذلك عقود ساعة الصفر، والمنازل التي تحث الموظفين المرضى على الحضور على أي حال.
لمنع نقل كوفيد-19 إلى دار بيتش سايد في ليفربول انتقل المساعدين إلى الدار، اعتبارًا من نيسان 2020. بالقرب من أوك سبرينغ كان هناك 14 حالة وفاة في أسبوعين، حتى منتصف نيسان. وقد تم اختبار اثنين فقط من المتوفين، وكان كلاهما إيجابيًا لـكوفيد-19. اعتبارًا من أوائل نيسان، كان هذا المرفق يعمل بربع طاقمه العادي، بعد أن ظهرت على الموظفين أو أسرهم أعراضًا، وكانوا يعزلون أنفسهم. وقد ظهرت أعراض على ثلثي النزلاء المتبقين. وانتقدت عضو البرلمان في ليفربول، بولا باركر، عدم وجود معدات الوقاية الشخصية في مرافق الرعاية الاجتماعية، مقارنة بعمال. هيئة الخدمات الصحية الوطنية.

## الولايات المتحدة
وفقًا لإحصاءات وكالة أسوشيتد برس، تم الإبلاغ عن أكثر من 2755 حالة وفاة مؤكدة في مرافق الرعاية طويلة الأجل، على الرغم من أن العدد الفعلي للوفيات ربما يكون أعلى بكثير لأن العديد من الضحايا لم يتم اختبارهم أبدًا للكشف عن الفيروس. بالإضافة إلى الخطوات التي اتخذتها المرافق الفردية، منعت الحكومة الفيدرالية الزوار، وأنهت أنشطة المجموعة، ووضعت نظام اختبار إلزامي للعمال. ومع ذلك، هذا ليس بالضرورة فعال في الوقاية من العدوى.
في كاليفورنيا، أعلن الحاكم جافين نيوسوم في 10 نيسان أن بعض النزلاء الأصحاء في دور رعاية المسنين سيتم نقلهم إلى سفينة مستشفى تابعة للبحرية الأمريكية تدعى يو-أس-إن-أس ميرسي. كان من المتوقع سابقًا أن تستوعب السفينة المرضى من مستشفيات جنوب كاليفورنيا، لتوفير مساحة هناك لمرضى كوفيد-19. سيتم إرسال ستمائة ممرض تم تدريبهم على مكافحة الأمراض المعدية إلى دور رعاية المسنين ومرافق رعاية الكبار لاحتواء المرض. أعادت بعض المرافق تنظيم النزلاء في مبان آمنة لمن لديهم الفيروس أو بدونه.
عقدت ولاية مينيسوتا جلسة استماع تشريعية في 7 نيسان في صناعة الرعاية العليا، بعد أسابيع من الإغلاق. أشارت المديرة التنفيذية لأحد المرافق إلى أن سكانها يظهرون علامات الاكتئاب والقلق من الحبس.
في 11 نيسان 2020، ذكرت صحيفة نيويورك تايمز أن هناك ما يقرب من 2000 حالة وفاة لنزلاء في دور الرعاية في نيويورك ونيوجيرسي وكونيتيكت. حتى 10 نيسان، كان هناك 4630 حالة إيجابية في مرافق نيويورك المرخصة التي تصل لـ 613 دار رعاية.
في 15 نيسان 2020، أفيد أن دار رعاية في أندوفر، نيو جيرسي كانت تخزن جثث 17 نزلاء في مشرحة صغيرة.
بحلول منتصف نيسان 2020، كان حاكم فلوريدا رون ديسانتيس يدرس طلبًا لمنح دور رعاية المسنين «حصانة سيادية» من دعاوى الإهمال خلال الجائحة. تم تقديم الطلب من قبل مجموعة تجارية تمثل ما يقرب من 700 دار رعاية في الولاية.

### التفشي في مركز لايف كير
كانت منشأة مركز رعاية الحياة في كيركلاند، واشنطن مصدر تفشي كبير لكوفيد-19 في عام 2020. في 19 شباط 2020 كان هناك 120 من النزلاء و 180 من موظفي المركز هناك. بحلول 18 آذار 2020، تم تشخيص 101 من النزلاء بكوفيد-19، وتوفي 34 شخصًا (33.7٪). في 2 نيسان 2020، تم تغريم مركز لايف كير بمبلغ 611000 دولار بسبب أوجه القصور في استجابته للتفشي، ولديه حتى 16 أيلول 2020 لتصحيح أوجه القصور، وإلا واجه إنهاء مشاركته في برنامج ميديكير/ميديكيد.